# Georgi Georgijewitsch Sljusarew
Georgi Georgijewitsch Sljusarew (russisch Георгий Георгиевич Слюсарев; * 4. Septemberjul. / 16. September 1896greg.; † 8. Februar 1987) war ein russischer Physiker und Hochschullehrer.

## Leben
Sljusarew studierte Physik an der Universität Petrograd mit Abschluss 1921. Seit 1918 bis zu seinem Tode arbeitete er in dem gerade gegründeten Optik-Institut (GOI). Daneben hielt er Vorlesungen an der Universität Petrograd bzw. dann Leningrad (LGU), Leningrader Institut für Film und Fernsehen (LIKI) und am Moskauer Institut für Physik und Technologie (MFTI).
Sljusarew leitete die Entwicklung von Teleskopsystemen, Luftaufnahmefotoobjektiven, Sonnensimulatoren für das Testen von Geräten für den Weltraumeinsatz und Spektroskopen für das große Altazimut-Spiegelteleskop BTA-6 des Selentschuk-Observatoriums. Er erarbeitete Methoden zur Projektierung von optischen Systemen auf der Basis der Aberrationstheorie dritter Ordnung. Zusammen mit A. I. Tudorowski entwickelte er Fresnel-Zonenplatten.
1935 wurde Sljusarew zum Doktor der physikalisch-mathematischen Wissenschaften promoviert. 1937 erschien sein Lehrbuch über die Methoden der Berechnung optischer Systeme. In einem weiteren Buch diskutierte er die Reversibilität und Irreversibilität in der Optik und die Auflösungsgrenze optischer Systeme. 1946 wurde er zum Professor ernannt. 1946–1948 leitete er den Lehrstuhl für Physik und Optik des LIKI.

## Ehrungen
- Stalinpreis III. Klasse (1942) für die Entwicklung eines Prozesses zur Herstellung von Vinylacetat und für die Substitution des Phenols für Kunststoffe.
- Stalinpreis III. Klasse (1946) für die Entwicklung neuartiger Luftaufnahmefotoobjektive (zusammen mit J. G. Jachontow)
- Medaille „Für heldenmütige Arbeit im Großen Vaterländischen Krieg 1941–1945“
- Medaille „Zum 250-jährigen Jubiläum Leningrads“
- Verdienter Wissenschaftler der RSFSR (1967)